# Bella (Disney)
Bella es un personaje ficticio de la película animada de Walt Disney Pictures La Bella y la Bestia (1991). Con la voz de la actriz y cantante Paige O'Hara, Bella, la hija amante de los libros de un inventor excéntrico viudo, anhela abandonar su predecible vida de pueblo a cambio de aventuras. Cuando su padre Maurice es encarcelado por una bestia de corazón frío en un castillo encantado, Bella ofrece su propia libertad a cambio de la de su padre y gradualmente aprende a amar a la Bestia a pesar de su apariencia exterior.
El presidente de Disney, Jeffrey Katzenberg, encargó a La Bella y la Bestia un musical animado con una fuerte heroína, para lo cual contrató a la guionista novel Linda Woolverton. Basándose en la heroína del cuento de hadas del mismo nombre de 1740, Woolverton adaptó a Bella en un personaje más proactivo para la película, concibiéndola deliberadamente como una feminista para reducir las críticas que Disney había recibido durante mucho tiempo por supuestamente retratar personajes femeninos como víctimas. Inspirado por el movimiento por los derechos de las mujeres y la actuación de la actriz Katharine Hepburn en la película Mujercitas (1933), Woolverton creó Bella como una desviación única de las heroínas anteriores de Disney, particularmente Ariel de La Sirenita. Sin embargo, algunos artistas de la historia a menudo cuestionaron la visión liberada que Woolverton tenía del personaje. Animada por James Baxter y Mark Henn, el primero de los cuales basó el elegante andar del personaje en el de las bailarinas del impresionista Edgar Degas, los rasgos faciales europeos de Bella se inspiraron en los de las actrices británicas Vivien Leigh y Audrey Hepburn. Varias actrices adicionales de Hollywood inspiraron la apariencia de Bella, incluidas Natalie Wood, Elizabeth Taylor y Grace Kelly. Disney audicionó a 500 candidatos para el papel, antes de elegir a O'Hara basándose en su voz madura y su experiencia en Broadway.
Bella ha obtenido elogios generalizados de los críticos de cine que apreciaron la valentía, la inteligencia y la independencia del personaje. La recepción hacia su feminismo, sin embargo, ha sido más variada, y los comentaristas acusan las acciones del personaje de estar orientadas al romance. Bella, la quinta princesa de Disney, suele figurar entre los mejores miembros de la franquicia. Altamente considerada como uno de los ejemplos más fuertes de un personaje feminista en Disney, los críticos coinciden en que Bella ayudó a encabezar una generación de heroínas del cine independiente al tiempo que cambió la reputación de una princesa de Disney. Bella, también uno de los personajes más emblemáticos de Disney, fue la única heroína animada nominada al ranking de mayores héroes cinematográficos del American Film Institute. El personaje también aparece en varias secuelas y spin-offs de la película, así como en su propia serie de televisión de acción real. La actriz estadounidense Susan Egan interpretó el papel de Bella en la adaptación musical de Broadway de la película, por la que fue nominada al premio Tony a la mejor actriz en un musical. Emma Watson interpretó a Bella en la adaptación de acción real de la película de 2017.

## Desarrollo

### Creación y escritura
Poco después del éxito del primer largometraje de animación de Disney , Blancanieves y los siete enanitos (1937), el propio Walt Disney había intentado varias veces adaptar el cuento de hadas de La Bella y la Bestia a una de las primeras películas de animación del estudio, en particular durante las décadas de 1930 y 1950. El proyecto fue archivado continuamente debido a los personajes principales y la trama "estáticos" del cuento de hadas, y Walt Disney expresó especial preocupación por representar el encarcelamiento de Bella. Inspirado por el éxito de La Sirenita de 1989, el presidente de Disney, Jeffrey Katzenberg, dio luz verde a otro intento de adaptar el cuento de hadas bajo la dirección de Richard Purdum. Sin embargo, Katzenberg no estaba satisfecho con la interpretación oscura y sombría de Purdum, y finalmente ordenó que el proyecto fuera completamente reestructurado en una película musical al estilo Broadway protagonizada por una heroína fuerte, similar a La Sirenita. En gran parte como represalia por la respuesta negativa de los críticos hacia Ariel de La Sirenita con respecto a su carácter y motivaciones generales, Disney optó por un "giro feminista" en la historia original de La Bella y la Bestia, y Katzenberg contrató primero. tiempo la guionista Linda Woolverton para escribir su guion.

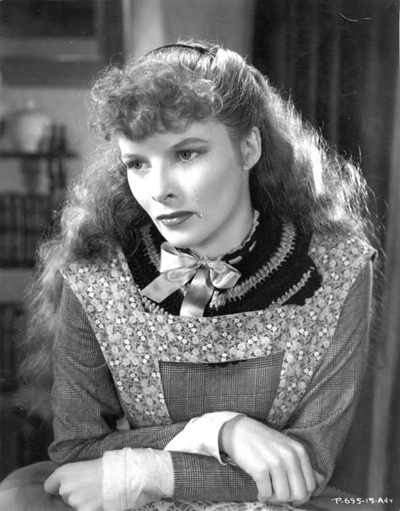
La guionista Linda Woolverton basó a Bella en la actuación de la actriz Katharine Hepburn en Mujercitas (1933).

Disney tradicionalmente retrataba a sus personajes femeninos como víctimas antes de La Bella y la Bestia, y la falta de empoderamiento de Bella en borradores anteriores de la película resultó polémica entre sus escritores. Si bien el estudio quería que La Bella y la Bestia pareciera una película pasada de moda, los escritores imaginaron a Bella como "una mujer adelantada a su tiempo". Como la primera mujer en escribir un largometraje animado para Disney, Woolverton decidió utilizar Bella como una oportunidad para crear un personaje femenino que en última instancia sería mejor recibido que las heroínas animadas anteriores de Disney, especialmente Ariel. Consciente de la naturaleza desalentadora de la tarea debido a la popularidad de la sirena, Woolverton luchó incansablemente para crear "un nuevo tipo de heroína de Disney". Inspirada por el movimiento por los derechos de las mujeres que la propia Woolverton había experimentado, la guionista concibió a Bella como una feminista testaruda para evitar crear otra princesa de Disney "insípida". Woolverton creía firmemente que el público contemporáneo no se identificaría con Bella a menos que se actualizara adecuadamente, y, por lo tanto, convirtió al personaje en "una mujer de los años 90". Al negarse a ver la adaptación cinematográfica del cuento de hadas de Jean Cocteau de 1946, Woolverton basó Bella en la interpretación de Jo March de la actriz Katharine Hepburn en la adaptación cinematográfica de 1933 del libro Mujercitas de Louisa May Alcott. De manera similar, la artista de historias Brenda Chapman se inspiró en las disputas en pantalla de Hepburn con el actor Spencer Tracy para ciertas escenas con la Bestia.
El departamento de historia de La Bella y la Bestia era predominantemente masculino. Woolverton a menudo discutía con los artistas de historias más tradicionales sobre el papel y la personalidad de Bella, pero continuó contando con el apoyo de Katzenberg y el letrista Howard Ashman, el último de los cuales también presionó por "un pensador y un lector" que "no fuera No es una víctima". Woolverton afirma que el equipo de historia cuestionó prácticamente todo lo que ella escribió para el personaje, en una ocasión reemplazando lo que Woolverton había escrito como Bella indicando a dónde desea viajar en un mapa con el personaje horneando un pastel. Argumentando que la Bella liberada ni siquiera sabría hornear, Woolverton se comprometió a hacer que el personaje leyera un libro, lo que, irónicamente, algunos escritores consideraron una actividad demasiado pasiva. Para resolver esto, Woolverton finalmente escribió el guion de Bella caminando mientras leía, una actividad en la que ella misma participaba cuando era niña. A pesar de las constantes reescrituras que encontró "regresivas", la visión general de Woolverton sobre Bella en general permaneció intacta.
En el cuento de hadas original, Bella tiene dos hermanas egoístas que tienen sus propios intereses amorosos, y Woolverton omitió centrarse en la dinámica de Bella con Gastón. El escritor también eliminó la trama secundaria que rodeaba a Bella pidiéndole una rosa a su padre. También se descartaron personajes secundarios del tratamiento de Purdum, como la hermana menor de Bella, Clarice y la cruel tía Marguerite, el primero para enfatizar la soledad de Bella, y el segundo reemplazado por Gaston como el villano de la película. En el cuento de hadas de Jeanne-Marie Leprince de Beaumont, Bella se ve esencialmente obligada a reemplazar a su padre como prisionero de la Bestia. Para enfatizar la independencia del personaje, Woolverton reescribió a Bella para que se aventurara voluntariamente al castillo en busca de su padre, donde se enfrenta a la Bestia y finalmente cambia su propia libertad a cambio de la de Maurice. Para demostrar que el personaje no es perfecto, Woolverton describió "un pequeño mechón de cabello que sigue cayendo sobre su cara", que fue la única dirección que usó para describir la apariencia física de Bella. Durante la culminante pelea de Gaston con la Bestia, la frase del personaje "¡Es hora de morir!", que ya había sido animada, se cambió a "¡Bella es mía!" para reenfocar la historia en Bella.

### Voz
Disney audicionó a aproximadamente 500 actrices para el papel de Bella. Originalmente consideraron volver a contratar a la actriz de voz de Ariel, Jodi Benson, pero finalmente decidieron que Benson sonaba demasiado joven y estadounidense para el personaje que habían imaginado. Favoreciendo un tono "más clásico... femenino", los realizadores querían que Bella sonara más cercana a una mujer que a una niña, describiendo su voz ideal como una reminiscencia de la actriz Judy Garland. La actriz y cantante estadounidense Paige O'Hara estaba trabajando en Broadway cuando leyó por primera vez sobre la próxima película animada de Disney, La Bella y la Bestia, en The New York Times. Al enterarse de que el estudio estaba buscando específicamente artistas de Broadway para el papel principal femenino, O'Hara inmediatamente reservó una audición a través de su agente. Familiarizado con la etapa de O'Hara en Broadway en el musical Show Boat, Ashman ya la había estado mirando para el papel. O'Hara audicionó cinco veces, la primera entrevistando únicamente al director de casting Albert Taveres. Para sus siguientes dos audiciones, simplemente se le pidió que enviara por correo grabaciones de voz al estudio de Disney en Los Ángeles, para las cuales cantó "Heaven Help My Heart" del musical Chess. En su primera audición legítima en persona, O'Hara originalmente habló y cantó en un registro más alto que el suyo en un esfuerzo por imitar a Blancanieves, pero los realizadores insistieron en que usara su propia voz. Además de Katzenberg y Ashman, a las últimas audiciones de O'Hara asistieron los directores Kirk Wise y Gary Trousdale, el productor Don Hahn y el compositor Alan Menken. Los compositores inicialmente escucharon con los ojos cerrados antes de finalmente ver su audición. Una hora después de su quinta y última audición, Disney llamó a O'Hara para informarle que había sido elegida como Bella, lo que ocurrió el día de su cumpleaños. La actriz estaba bastante segura de haber conseguido el papel antes de ser elegida oficialmente, a lo que atribuye el disfrute de Ashman de su interpretación vocal en la grabación del elenco de Show Boat.
O'Hara, que ya tenía 30 años en el momento de su audición, naturalmente imbuyó la voz de Bella con una cualidad madura, a pesar de la corta edad de su personaje. Woolverton apreció a O'Hara por sonar más madura que las heroínas tradicionales de Disney, mientras que la calidad de su voz le recordó a Wise a Garland. Además de compartir el amor de Bella por la lectura, O'Hara se identificó con el ostracismo de su personaje por parte de sus compañeros debido a sus intereses poco convencionales, y explicó: "Me gustaba el teatro musical... mientras la gente iba a Led Zeppelin". conciertos... Tenía una mente unidireccional, y creo que Bella era así mucho". La actriz trabajó en la película de forma intermitente durante más de dos años, e inicialmente le resultó difícil suavizar su voz durante las sesiones de grabación debido a que había sido entrenada para proyectarse como actriz de teatro. O'Hara y el actor Robby Benson, voz de la Bestia, pidieron permiso a Disney para grabar en la misma cabina en lugar de por separado, lo que el estudio aceptó a pesar de su costo, convirtiéndose finalmente en los primeros actores de voz en hazlo por Disney. O'Hara atribuyó a las sesiones de grabación íntimas el mérito de ayudar a que la relación de Bella y la Bestia pareciera más convincente. Aunque la actriz ocasionalmente improvisaba su diálogo siguiendo el estímulo de los directores, nada de su improvisación se incluyó en la película final porque sonaba "demasiado moderno". A pesar de su exitosa carrera teatral, O'Hara era prácticamente desconocida para el público de Hollywood cuando la eligieron para La Bella y la Bestia; Fue una de las últimas actrices desconocidas en ser elegida para un largometraje animado de Disney antes de que el estudio comenzara a seleccionar talentos más conocidos para proyectos animados posteriores.
Desde el estreno de la película en 1991, O'Hara ha retomado el papel en una variedad de películas posteriores, medios vinculados y productos, incluidas sus secuelas directas en video La Bella y la Bestia: La Navidad encantada (1997). El mundo mágico de Bella (1998) y Los cuentos de amistad de Bella (1999); varios videojuegos como la serie Kingdom Hearts; y varios lanzamientos de música y videos para la franquicia Disney Princess. Además, O'Hara interpretó la canción "Bella" en la 64.ª edición de los Premios de la Academia en 1992, donde había sido nominada al Premio de la Academia a la Mejor Canción Original. En 2012, O'Hara describió a Disney como su "principal empleador durante 20 años". En 2011, O'Hara fue reemplazada oficialmente por la actriz Julie Nathanson, quien expresó por primera vez a Bella en el videojuego Kinect: Disneyland Adventures (2011). O'Hara reveló al Las Vegas Review-Journal que la noticia del reemplazo la molestó mucho hasta el punto de que estuvo dispuesta a volver a grabar gran parte del diálogo de Bella en un intento de demostrarle a la compañía que todavía es capaz de expresar. el personaje. Sin embargo, O'Hara finalmente admitió que el proceso le resultó bastante difícil debido a la forma en que su voz cambió a lo largo de 20 años. O'Hara finalmente volvió a darle voz a Bella en la película Ralph Breaks the Internet (2018). También repitió el papel en el corto de 2023 Once Upon a Studio. 

### Personalidad
Según el productor Don Hahn, Bella de Beaumont es un personaje "increíblemente pasivo", cuya personalidad comparó con la de Aurora de La Bella Durmiente (1959) y Cenicienta, así como con la actriz estadounidense y activista por los derechos de los animales Doris Day, describiéndolas como mujeres que son "capaces, pero que desempeñan un papel que las mujeres podrían desempeñar en las décadas de 1950 y 1960". Los realizadores reelaboraron minuciosamente a Bella para convertirla en un personaje más tridimensional, proporcionándole metas y aspiraciones más allá del romance y el matrimonio, mientras ampliaban su papel pasivo al de una heroína más inquisitiva. Decidido a que Bella pareciera "una heroína inusual de Disney", Woolverton la moldeó deliberadamente para convertirla en un personaje independiente que no es una princesa, disfruta de los libros y tiene poco interés en el matrimonio, y trabajó estrechamente con Ashman para crear una heroína proactiva "que Era una pensadora y una lectora y no se preocupaba por su aspecto ni era una víctima". Aunque en el cuento de hadas original se menciona que Bella es una persona culta, esto apenas tiene importancia para la trama. Por lo tanto, la pasión de Bella por la lectura se amplió enormemente, tomando prestado tanto del personaje de Mujercitas, Jo March, como del propio amor por la lectura de Woolverton para demostrar aún más la inteligencia y la mente abierta del personaje. Tanto Woolverton como O'Hara alentaron a los realizadores a enfatizar los aspectos inteligentes y amantes de los libros de la personalidad de Bella. Sin embargo, en ocasiones los animadores tuvieron dificultades para hacer realidad la visión de Woolverton. Originalmente, se representaba a Bella llorando constantemente durante su encarcelamiento; A Woolverton le molestó esto, argumentando que era mucho más probable que el personaje buscara un escape o simplemente "estara intrigado porque estaba viviendo en un castillo encantado" que llorar. "Una vez que todos se dieron cuenta de que ella no iba a ser la típica mujer de Disney, llegarían al extremo... Se volvió malvada "; El guionista argumentó que Bella sería "demasiado inteligente" para actuar de esta manera. Unos años mayor que Ariel. La Sirenita, el amor de Bella por la lectura hace que el personaje sea más mundano y maduro que su predecesor. Henn cree que Bella es "probablemente" la mayor de las princesas de Disney. Aunque múltiples fuentes han afirmado a lo largo de los años que el personaje tiene 17 años, Henn estimó que Bella tenía poco más de 20 años. En una entrevista para Vanity Fair, Paige O'Hara afirmó creer que Bella era la única princesa de Disney que tenía 20 años. Sin embargo, se estima que las Princesas oficiales de Disney (de las que Bella forma parte) no tienen más de 19 años, siendo Cenicienta y Tiana las miembros de mayor edad en la alineación y franquicia oficial de Princesas de Disney, y se estima que ambas tienen

### Diseño y animación
Los animadores supervisores de Bella fueron James Baxter y Mark Henn. Queriendo que Bella pareciera significativamente diferente y más europea que Ariel, los animadores dibujaron a Bella con labios más carnosos, ojos más estrechos y cejas más oscuras, inspirados en la actriz británica Vivien Leigh. Con un aspecto más escultural que las princesas tradicionales de Disney, Bella también se inspiró en Jennie Garth y Alyssa Milano. Según el Directory of World Cinema: American Hollywood de Lincoln Geraghty, Bella se inspiró en el papel de la actriz Judy Garland como Dorothy Gale en El mago de Oz (1939) y en la actuación de Julie Andrews como Maria von Trapp en The Sound of Music (1965)..
Bella fue la segunda heroína de Disney de Henn, después de haber trabajado anteriormente en Ariel. Fue asignado específicamente para animar escenas de la división de Florida del estudio, y desde entonces ha animado a varias princesas de Disney desde que completó La Bella y la Bestia. Henn observó que, a diferencia de Ariel, Bella no "se enamora a primera vista"; en cambio, "hay una relación real que ves crecer". Henn decoró su estudio con fotografías de mujeres famosas, específicamente de las actrices de Hollywood Natalie Wood, Elizabeth Taylor, Grace Kelly y Audrey Hepburn, como referencia. Henn afirma que la apariencia de Bella comenzó a formarse una vez que O'Hara fue elegida y escuchó su voz, momento en el que unieron su actuación con los diseños que ya habían estado concibiendo. O'Hara se sintió intimidada por las fotografías de "todas estas hermosas mujeres", pero la animadora Lorna Cook le aseguró que también harían referencia a su propia foto. Henn apenas conoció a O'Hara, salvo en raras ocasiones en las que viajaba a California para reuniones de producción. Mientras tanto, los animadores disuadieron a O'Hara de ver dibujos del personaje hasta mucho más tarde en la producción, alentando a la actriz a simplemente dejar que los animadores la dibujaran.
Baxter basó sus dibujos en el trabajo que los artistas de historias Roger Allers y Brenda Chapman ya habían hecho para el personaje, y decidió dibujar a Bella con una cara más redonda además de darle un aspecto más europeo. Decidieron que el personaje definitivamente debería ser moreno, un color de cabello que Disney rara vez había usado desde Blancanieves. Baxter estudió el arte del impresionista francés Edgar Degas, un pintor conocido por sus retratos de bailarinas, cuyo trabajo inspiró al animador a incorporar "elegantes movimientos parecidos a los de un cisne" en la actuación de Bella. El vestido de gala de Bella se inspiró en un traje similar que usó Audrey Hepburn en Vacaciones en Roma (1953). Hahn y un equipo de cineastas masculinos diseñaron el vestido mientras consumían pizza y alcohol. Originalmente, el departamento de marketing ordenó que el vestido de Bella fuera rosa para atender al público femenino, pero el director de arte Brian McEntee convenció al estudio para que hiciera el vestido dorado para diferenciarla de otras princesas de Disney, específicamente Aurora de La Bella Durmiente. McEntee también sugirió que Bella sea el único personaje de su pueblo que vista de azul, para enfatizar el hecho de que ella es diferente y marginada. Los colores que usa Bella también imitan sus emociones, ya que el azul se asocia con la tristeza y la soledad. El azul también se usaba para simbolizar el bien, mientras que el rojo de Gastón representa el mal.
Los animadores grabaron en video las sesiones de grabación de O'Hara para capturar sus gestos, expresiones y gestos, como la tendencia de su cabello a caer sobre su rostro, que incorporaron a los dibujos de su personaje. O'Hara afirma que algunos de los miembros de su familia reconocieron inmediatamente los rasgos físicos de O'Hara en Bella al ver la película por primera vez. La actriz y modelo Sherri Stoner sirvió como modelo de actuación para Bella, proporcionando referencias de acción real para los animadores mientras dibujaban el personaje. La tendencia de Bella a apartarse constantemente el cabello de la cara también fue inspirada tanto por Stoner como por O'Hara. Los animadores también incorporaron los ojos, los pómulos y la forma en que levanta la ceja de O'Hara en el rostro de Bella. O'Hara sintió que Bella originalmente parecía "demasiado perfecta", comparándola con la actriz Angelina Jolie, aunque Jolie no haría su debut cinematográfico hasta cuatro años después. Al principio, O'Hara temía que los niños no pudieran identificarse con ella hasta que los animadores la hicieran parecer menos perfecta. Escribiendo para Los Angeles Times, Charles Solomon observó inconsistencias en la apariencia de Bella, afirmando: "La Bella más bonita y animada baila un vals con Bestia en su salón de baile de mármol y llora sobre su cuerpo antes de transformarse en el Príncipe", mientras que "La Bella que recibe la biblioteca". de Bestia tiene ojos más abiertos y una boca más prominente que Bella, notablemente más delgada, que canta 'Something There'".

## Versiones internacionales
Tras su lanzamiento inicial, La Bella y la Bestia fue doblada a 21 idiomas y se crearon más a lo largo de los años. Varios países también denominaron las secuelas directas de la película. Para la versión de acción real, todas las actrices de doblaje nuevas proporcionaron la voz del personaje, a excepción de Alžbeta Bartošová, la voz eslovaca; Madhura Kumbhar, quien proporcionó la voz cantante para el doblaje marathi de la película original en 2015, regresó para proporcionar la voz cantante hindi. Gabrielle Pietermann, la voz alemana, y Anežka Pohorská, la voz checa, son las dobladoras habituales de Emma Watson en sus respectivos países. Vietnam dobló la película animada y de acción real al mismo tiempo en 2019. Era la primera vez que Serbia y Croacia doblaban una película de Disney de imagen real.

## Caracterización y temas
Woolverton creó Bella como parte de "su mandato autodirigido para hacer avanzar a las mujeres y las niñas". El Express-Times describió al personaje como una joven inteligente que "canta canciones sobre la lectura y el deseo de adquirir conocimientos, en lugar de enamorarse". Woolverton le da crédito al conocimiento y amor de Bella por los libros por brindarle al personaje un "punto de vista de su vida y eso no implica necesariamente que un hombre la lleve allí". Uno de los temas principales de la película es que Bella es considerada una outsider porque su amor por la lectura le proporciona conocimiento del mundo exterior a diferencia de sus compañeros de aldea "de mente estrecha". Escribiendo para Wired.com, Matt Blum apodó a Bella "la heroína más geek de cualquier película animada de Disney", ejemplificada por un número inicial que demuestra cuánto no encaja con sus compañeros debido a su inteligencia e imaginación activa. De manera similar, Amy Nicholson. Boxoffice acuñó el personaje "La heroína más inteligente de Disney", mientras que Rob Burch de The Hollywood News observó que el personaje "a veces parece arrogante" porque "pasa gran parte del primer acto quejándose". En su libro Sexo, amor y abuso: discursos sobre violencia doméstica y agresión sexual, la autora Sharon Hayes describió a Bella como "la hermosa joven ingenua por excelencia". Comparando la personalidad de Bella con la de la princesa en el cuento de hadas de los hermanos Grimm "El príncipe rana ", Los significados de "La Bella y la Bestia": el autor de un Manual, Jerry Griswold, describió al personaje como una persona igualmente "luchadora y franca". "heroína. Escribiendo para la Universidad St. Francis Xavier, Dawn Elizabeth England observó que Bella posee tantos rasgos tradicionalmente femeninos como masculinos, citando su valentía, independencia y asertividad como masculinas, y su sensibilidad y miedo como femeninas. Según la autora de Hard Bodies: Hollywood Masculinity in the Reagan Era, Susan Jeffords, "las credenciales de Bella como heroína se establecen... cuando ella es la única de las mujeres solteras de la ciudad que no se desmaya por Gaston", mientras que el amor del personaje por la lectura es esencialmente manipulada "para marcarla como mejor que el resto de la gente del pueblo". Escribiendo para The Statesman, David O'Connor citó la inteligencia y la bibliofilia de Bella como "en marcada oposición al insensible y significativamente tonto Gaston". Los críticos continúan debatiendo sobre si Bella o la Bestia es la protagonista de la película. Susan Jeffords, autora de Hard Bodies: Hollywood Masculinity in the Reagan Era, consideró que aunque Bella parece ser la protagonista en el cuento de hadas original de Beaumont, el personaje se convierte "menos en el centro de la narrativa" en la adaptación de Disney y más en un "mecanismo". por resolver el 'dilema' de la Bestia". En su artículo "La evolución enredada de la princesa de Disney", Noelle Buffam consideró que Bella llegó justo a tiempo cuando las heroínas de Disney estaban "en una extrema necesidad de algún cambio", otorgándole "el sello rojo de aprobación" por su inteligencia y espíritu.
Analizando las formas en que las heroínas de Disney han evolucionado a lo largo del tiempo debido a "el enfoque de la caracterización de las princesas cambiando" a medida que los personajes se transformaban gradualmente de mujeres jóvenes pasivas a heroínas que "tenían ambiciones y deseos además de encontrar el amor verdadero". los críticos a menudo dividen a las Princesas de Disney en tres categorías separadas y clasifican a Bella en el medio de la línea de tiempo, con Kit Steinkellner de HelloGiggles.com observando que el personaje mejoró "el arquetipo de la princesa de Disney" al servir simultáneamente como ambos. una "soñadora" y una "hacedora" en su película, en lugar de exclusivamente lo primero. La historiadora de cine Paula Sigman Lowery explicó al Daily Express que la personalidad de Bella es una combinación del espíritu de Ariel y su creciente independencia, y la madurez de Pocahontas, mientras que Bella es "un poco mayor [que Ariel] y un poco más avanzada en su viaje hacia la independencia." Michelle Munro, que escribe para Durham College, consideró que aunque Bella comparte varios rasgos con sus predecesoras más pasivas, el personaje introdujo "nuevas posibilidades para las princesas". Girls in Capes escribió que Bella fue pionera en una generación de princesas que enseñaron "sobre la ambición, el autodescubrimiento y la búsqueda de lo que queremos". Además, Bella sigue siendo la primera y única princesa de Disney en tener ojos color avellana.

## Apariciones

### Cine y televisión
Bella debutó en La Bella y la Bestia (1991) como una bella bibliófila que, aunque elogiada por sus compañeros del pueblo por su incomparable Bellaza, es al mismo tiempo ridiculizada por su inteligencia e inconformismo. Habiéndose cansado de su vida provinciana sin incidentes, en la que un cazador arrogante llamado Gastón la persigue románticamente e implacablemente, Bella anhela la aventura. Después de que el caballo de su padre regresa sin su jinete, ella voluntariamente se aventura en el bosque en busca de su padre. Ella convence a la Bestia de que cambiará su propia libertad a cambio de la de su padre, ya que su padre está enfermo en el calabozo y promete permanecer con la Bestia en su castillo entre su personal de objetos encantados para siempre. La curiosidad de Bella la lleva al ala oeste prohibida donde descubre una rosa encantada sin darse cuenta de que está ligada al destino de la Bestia; y la ira de la Bestia por su invasión la hace huir del castillo a caballo. Bella es perseguida por lobos en el bosque, pero la Bestia los ahuyenta, luego Bella ayuda a la Bestia herida a regresar al castillo y lo cuida hasta que recupera la salud. Aunque inicialmente no le agrada su captor, Bella aprende gradualmente a aceptar a la Bestia a pesar de su apariencia y finalmente se hace amiga de él. El fuerte vínculo entre Bella y la Bestia envidia enormemente a Gastón hasta el punto de irrumpir en el castillo y herir mortalmente a la Bestia, aunque Gastón cae y muere en el proceso. Sin embargo, Bella se derrumba y confiesa su amor por la Bestia justo a tiempo para romper el hechizo bajo el cual una hechicera lo había puesto como castigo por sus costumbres egoístas, y la Bestia finalmente se transforma nuevamente en un apuesto príncipe.
En La Bella y la Bestia: La Navidad encantada (1997), Bella intenta reavivar el espíritu menguante del castillo reintroduciendo y celebrando la Navidad, a pesar del fuerte resentimiento de la Bestia hacia la festividad. Mientras tanto, un solemne órgano de tubos llamado Forte está decidido a sabotear la floreciente amistad de Bella y la Bestia porque anhela mantener su relación de codependencia con su maestro. Engañada por Forte para que recupere un gran árbol de Navidad de un estanque helado, Bella casi se ahoga, solo para ser rescatada por la Bestia. La Bestia, sin embargo, habiendo sido mal informada por Forte, acusa erróneamente a Bella de intentar escapar de nuevo y la encierra en el calabozo como castigo. Cuando la Bestia finalmente descubre la verdad, se perdonan mutuamente y Bella lo ayuda a frustrar el plan de Forte de destruir el castillo. Bella's Magical World (1998) muestra a Bella mientras interactúa tanto con la Bestia como con sus sirvientes encantados en varios segmentos, explorando temas como el perdón, la amistad, la cooperación y el respeto.
En Bella's Tales of Friendship (1999), un spin-off de la serie de películas, Bella es propietaria de una librería en la que enseña valiosas lecciones a los niños leyendo y contando historias y cuentos de hadas conocidos, narrando cuatro cortos animados de Disney: Los Tres. Los cerditos (1933), Pedro y el lobo (1946), La gallinita sabia (1934) y Morris, el alce enano (1950). Por primera vez, Bella aparece como una versión animada y de acción real de sí misma, con la voz y el papel de las actrices Paige O'Hara y Lynsey McLeod, respectivamente. En la serie de televisión Sing Me a Story with Bella (1995-1997), Bella, en un papel retomado por McLeod, dirige su propia librería y música, donde la visitan niños a quienes les cuenta y canta cuentos.
Bella apareció en la serie de televisión animada House of Mouse y sus películas directas en video Mickey's Magical Christmas: Snowed in at the House of Mouse y Mickey's House of Villains. En la serie de televisión, Bella tiene la voz de la actriz y cantante estadounidense Jodi Benson, mientras que O'Hara repitió su papel en Magical Christmas.
Una versión de acción real de Bella aparece como personaje principal en la serie de televisión de ABC Once Upon a Time, donde actúa como el interés amoroso de Rumplestiltskin (que es la versión de la Bestia del programa). Es interpretada por la actriz australiana Emilie de Ravin. Otra versión de acción real del personaje apareció en la película para televisión Descendientes de 2015, donde fue interpretada por Keegan Connor Tracy y sirve como la Reina de los Estados Unidos de Auradon, y junto con Bestia tienen un hijo llamado Ben. Regresa en las secuelas de la película Descendientes 2 (2017) y Descendientes 3 (2019). La serie Sofia the First incluyó una aparición especial de Bella en el episodio "El amuleto y el himno". La actriz británica Amy Jackson, que interpretó a Bella junto al actor indio Vikram, quien fue interpretado como Bestia en secuencias de una canción de ensueño "Ennodu Nee Irundhal" en el thriller romántico en idioma tamil de 2015 I. Sean Foot (Shaun) y Davina Lamont proporcionaron el maquillaje protésico original para los personajes, y los ganadores del Premio Nacional de Cine, Christien Tinsley y Dominie Till, realizaron trabajos adicionales.

#### La Bella y la Bestia(película de 2017)

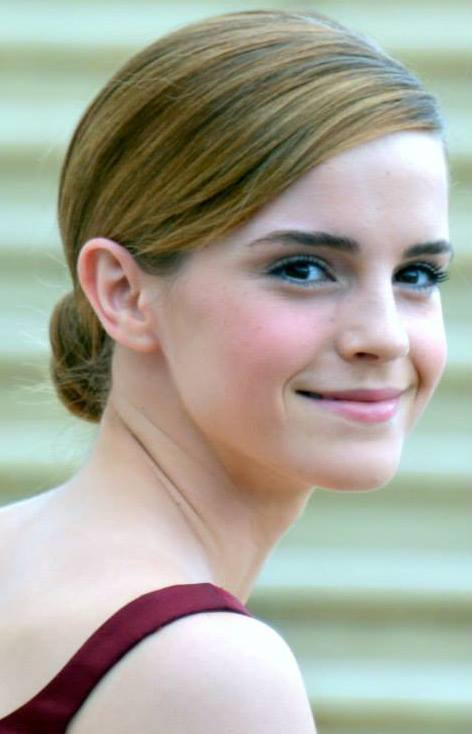
La actriz inglesa Emma Watson interpreta a Bella en la película de acción real de 2017.

En enero de 2015, Emma Watson anunció que interpretaría a Bella en una versión de acción real de la película, que se estrenó en 2017. La Bella y la Bestia fue el primero de los remakes de Disney en el que una actriz de primer nivel interpreta a una princesa de Disney. Como feminista y modelo, Watson sugirió varios cambios en el personaje de la película de acción real. Para el diseño de vestuario, Watson rechazó el tradicional "vestido de gran princesa" y el corsé para el vestido dorado, ya que habría reducido su movilidad, y el vestido se consideró crucial para la comercialización de la película, mientras que para las escenas del pueblo pidió botas en lugar de ballet. Zapatillas para darle más robustez al personaje. No obstante, el atuendo de Bella en la nueva versión de acción real se mantiene fiel a su predecesor animado.
Gracias a la influencia de Watson, Bella no sólo es una ratón de biblioteca, sino también una inventora como su padre: utiliza sus inventos para las tareas cotidianas, como lavar la ropa, lo que a su vez le proporciona tiempo para dedicarse a su pasión por la lectura. También se revela que la madre de Bella murió a causa de una enfermedad durante la infancia de Bella, por lo que Maurice es algo sobreprotector con Bella y no le permite salir del pueblo. Por ejemplo, Maurice crea "cajas de música que reproducen melodías de lugares lejanos, en un intento por saciar su sed de exploración", ya que no está dispuesto a dejar que Bella sea aventurera debido a la muerte de su madre, aunque Bella no guarda resentimientos al respecto. La interpretación de Watson de Bella le valió el premio MTV Movie Award a la mejor interpretación en los MTV Movie & TV Awards 2017 y el Teen Choice Award a la mejor actriz de película de ciencia ficción/fantasía en los Teen Choice Awards 2017. También recibió nominaciones al Premio Empire a la Mejor Actriz, al Premio Nickelodeon Kids' Choice a la "Actriz de Película Favorita" y al Premio Saturn a la Mejor Actriz.

### Musical de Broadway

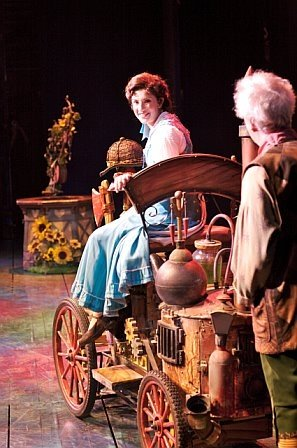
Anneliese van der Pol como Bella en el musical escénico

Bella apareció en la adaptación musical de Broadway de La Bella y la Bestia. El papel fue originado por la actriz Susan Egan, quien inicialmente se mostró reacia a audicionar para La Bella y la Bestia porque "pensó que era una idea terrible que Disney pusiera una caricatura en Broadway". Sin embargo, su agente logró convencerla de lo contrario, y Egan finalmente rechazó las devoluciones de llamada para papeles en los musicales My Fair Lady, Carousel y Grease a favor de interpretar a Bella en La Bella y la Bestia porque siempre había querido. para originar un papel en Broadway. Egan nunca había visto La Bella y la Bestia antes de su audición, confiando únicamente en "sus propios instintos creativos". La actuación de Egan le valió una nominación al premio Tony a la mejor actriz en un musical en la 48.ª edición de los premios Tony. Un total de diecisiete actrices han interpretado a Bella en el musical de Broadway, entre ellas las cantantes Debbie Gibson y Toni Braxton, las nominadas al premio Tony Kerry Butler y Andrea McArdle, Jamie-Lynn Sigler de Los Soprano y las exalumnas de Disney Channel Christy Carlson Romano y Anneliese van. der Pol, la última de las cuales se convirtió en la última Bella de Broadway cuando el espectáculo terminó sus trece años de duración en 2007. La actriz Sarah Litzsinger sigue siendo la Bella más longeva de Broadway.
Braxton, una cantante de R&B con grandes ventas, hizo su debut en Broadway cuando fue elegida como Bella en 1998, rechazando el papel de la actriz Halle Berry en la película Why Do Fools Fall In Love (1998). El deseo de Braxton de seguir una carrera como actriz surgió de una serie de conflictos con el sello discográfico de la cantante en ese momento, a su vez convirtiéndola en la única afroamericana en interpretar a Bella en la historia del programa. La balada de Bella "A Change in Me" fue escrita por los compositores Alan Menken y Tim Rice específicamente para Braxton. Sin embargo, la canción finalmente fue tan bien recibida que desde entonces se ha incluido en el musical. Durante su mandato como Bella, Braxton fue acosada por un "fan obsesionado ". Según los informes, el acosador había "bombardeado" a Braxton con correos electrónicos y cartas amenazantes. Se tomaron varias medidas para garantizar la seguridad de la cantante, incluida obligar a Braxton a vestirse completamente disfrazada cuando viajaba hacia y desde el teatro, además de reducir su número total de presentaciones semanales de ocho a siete. El acosador finalmente fue arrestado y acusado de "acoso agravado".

### Videojuegos
Apareció como una de las siete Princesas del Corazón en la serie de videojuegos Kingdom Hearts. Aparece en los títulos Kingdom Hearts, Kingdom Hearts: Chain of Memories, Kingdom Hearts II, Kingdom Hearts 358/2 Days y Kingdom Hearts χ.
Bella aparece como un personaje jugable para desbloquear por tiempo limitado en el videojuego Disney Magic Kingdoms.
Una versión alternativa de Bella aparece como personaje jugable en el videojuego Disney Mirrorverse.

### Misceláneas

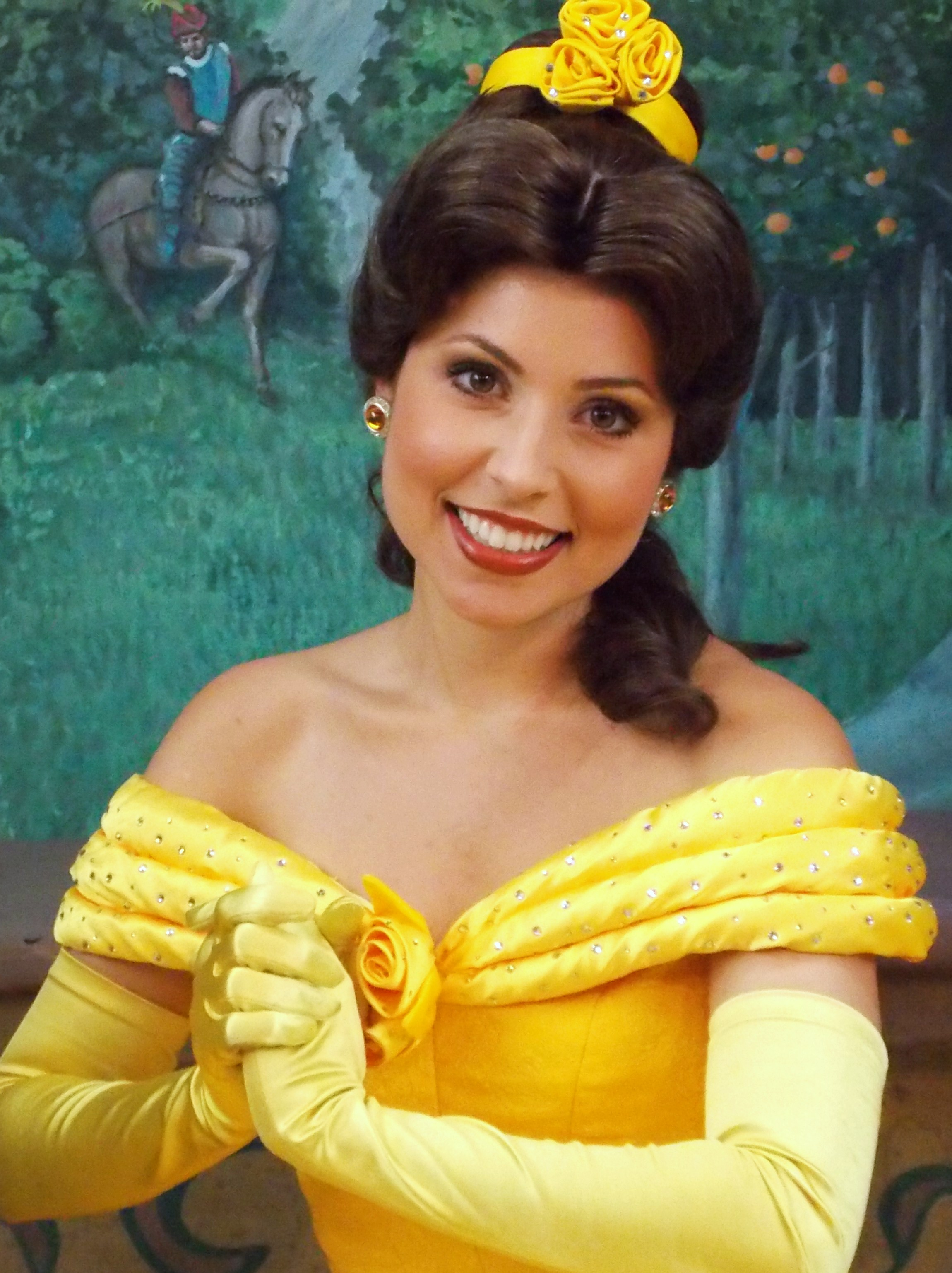
Bella, tal como aparece en los Parques de Disney.

Bella, junto con Bestia y Chip, aparecieron en la 64.ª edición de los Premios de la Academia como presentadores del Mejor Cortometraje de Animación. También hace un breve cameo en El jorobado de Notre Dame (1996) durante la secuencia musical "Out There ".
Bella también fue el personaje principal de varios cómics basados en la película, incluido uno ambientado durante la estancia de Bella en el castillo publicado por Marvel Comics, y una precuela ambientada varios años antes de la película distribuida por Disney Comics. En el primero, las historias generalmente tienen a los sirvientes tratando de convencer a Bella para que haga algo con la Bestia, solo para que les resulte contraproducente y casi arruinen su amistad antes de reconciliarse. En la última serie, Bella termina encerrada en un sótano por los niños del pueblo después de jugar a regañadientes con ellos como pirata, y luego casi se va por el camino que conduce al castillo de Bestia. Esta última serie también implica que tiene puntos de vista misándricos y se niega a asociarse con los niños de la aldea, especialmente los varones, debido a que no están tan versados en literatura como ella.
Bella y los demás personajes de la primera película aparecen en el espectáculo La Bella y la Bestia en vivo en el escenario en Disney's Hollywood Studios, Walt Disney World. Bella también aparece en una atracción de encuentro en Fantasyland de Magic Kingdom llamada Enchanted Tales with Bella, junto con encuentros en todos los demás parques del mundo.
Bella, junto con las otras Princesas de Disney, apareció en la película Ralph Breaks the Internet, como se anunció en la D23 Expo 2017, y Paige O'Hara regresó al papel después de siete años.
H.E.R. interpretó a Bella en un especial de animación y acción en vivo Beauty and the Beast: A 30th Celebration que se emitió por ABC el 15 de diciembre de 2022.

## Recepción

### Respuesta crítica
Bella ha recibido críticas muy positivas de los críticos de cine, quienes elogiaron su valentía, inteligencia, independencia y madurez. Jennie Punter de The Globe and Mail describió a Bella como una "chica inteligente, valiente ... 'que se hace cargo'", coronándola como la "atracción principal" de la película. Tanto Emma Cochrane de Empire como Annlee Ellingson de Paste disfrutaron del feminismo del personaje, y la primera elogió a Bella como "más completa que los personajes anteriores de Disney". Según Stephen Hunter de The Baltimore Sun, Bella "no es una princesa pasiva de cuento de hadas, sino una chica real y viva, con una personalidad valiente y sus propios intereses privados". Un crítico de TV Guide consideró que la trama familiar de la película mejoró gracias a la confianza e independencia de Bella, y concluyó: "A diferencia de las heroínas de Disney... Bella es inteligente, sabe lo que quiere y no pierde el tiempo suspirando por el amor de un Príncipe apuesto". Marc Bernardin de Entertainment Weekly apodó a Bella "la heroína" de La Bella y la Bestia, mientras que Christian Blauvelt de la misma publicación opinó: "A diferencia de las heroínas anteriores de Disney que necesitaban ser rescatadas por un príncipe, Bella no solo salva la vida de la Bestia., ella salva su alma". Vicki Arkoff de TLC calificó a Bella como "inteligente" y "de lengua afilada", y le dio crédito al personaje por "romper el molde de princesa pasiva de Disney". Don Kaye y Perry Seibert de AllMovie se hicieron eco de las críticas mutuas sobre el personaje, y Kaye describió tanto a Bella como a la Bestia como "individuos tridimensionales... complejos que desafían los estereotipos y cambian a lo largo de la historia", y Seibert llama a Bella un "personaje femenino fuerte" que "evita la mayoría de los clichés que rodean a las heroínas de Disney". Common Sense Media aclamó a Bella como "una de las heroínas más inteligentes e independientes de Disney". En 2022, Matthew Stewart y Paul Sheehan de Gold Derby clasificaron a Bella como la segunda mejor escritura de princesas de Disney: "Bella es uno de los personajes más inteligentes, valientes y de corazón más tierno que la compañía Disney haya creado jamás, y su historia se vuelve cada vez más "Es cada vez más relevante. Al atreverse a mejorar su mente incluso cuando la ridiculizan por ello, fortalecerse contra los torpes avances de Gaston y tomar su propia decisión en lo que respecta al amor, ella sirve como fuente de inspiración para todas las mujeres".
Varios críticos también expresaron su preferencia por el personaje sobre su predecesor inmediato, Ariel. Hal Hinson de The Washington Post describió a Bella como un personaje "convincente" que es "más maduro, más femenino y menos asexual" que Ariel, así como "una chica más mundana", describiéndola como "un ratón de biblioteca, con sentido común y una mente propia". Comparando de manera similar a Bella con Ariel, John Hartl de The Seattle Times escribió que, en La Bella y la Bestia, "rara vez hay una sensación de déjà vu, tal vez porque la heroína es muy diferente de Ariel, dependiente de 'Sirena', y su dilema es más conmovedor. ", mientras Boxoffice escribió: "Sin lugar a dudas, en respuesta a las críticas de que la linda y pequeña 'Sirena' Ariel no era más que un sexpot precoz, la idea: las personas detrás de esta Bellaza, acertadamente llamada Bella... decidieron convertirla en una icono de autosuficiencia y lectora voraz, con curiosidad y amor por todo lo que la rodea".
Mientras tanto, la relación de Bella con la Bestia también ha recibido críticas positivas. Charles Solomon, del Los Angeles Times, lo describió como un "romance poco convencional" y opinó: "La idea de una mujer joven aprendiendo a amar un corazón amable escondido bajo un exterior siniestro representó una ruptura importante con la tradición". Asimismo, los críticos disfrutaron de la actuación de O'Hara. Según Variety, Bella fue "magníficamente expresada por O'Hara". Stephen Whitty , del Star-Ledger, disfrutó de la "bonita soprano" de O'Hara. John Hartl de The Seattle Times escribió: "O'Hara hace un trabajo enérgico al dotar al personaje de calidez, intuición y madurez", mientras que Candice Russel del Sun-Sentinel consideró que O'Hara "hace un buen trabajo". de crear a Bella como una intelectual, sabiamente femenina y desarmada por los movimientos de su corazón".
Una de las pocas críticas negativas del personaje fue escrita por Ethan Alter de Television Without Pity.
La interpretación de Emma Watson como Bella en la película de 2017 fue en general bien recibida por la crítica. AO Scott del New York Times escribió que Watson "encarna perfectamente la compasión y la inteligencia de Bella". Ann Hornaday Washington Post elogió la actuación de Watson, describiéndola como "alerta y solemne", al tiempo que destacó su capacidad para cantar como "lo suficientemente útil para hacer el trabajo". Richard Roeper del Chicago Sun-Times también elogió la actuación de Watson escribiendo que ella "es toda coraje, agallas, descaro, inteligencia y una feroz independencia como Bella". Stephen Whitty del New York Daily News describió la interpretación de Watson de Bella como "un gran avance". Si bien Tim Robey de The Daily Telegraph no encontró que Watson fuera "una Bella impecable", en general dijo que "ella es buena: esa Bellaza de vecina y una voz dulce y clara la acompañan". También destacó su interpretación de Bella como "deslumbrante" e "ideal". Por su interpretación de Bella, Watson ganó el premio MTV Movie Award a la mejor interpretación, así como el premio Teen Choice a la mejor actriz de película de ciencia ficción/fantasía. También recibió nominaciones para el Premio Empire a la Mejor Actriz, el Premio Saturn a la Mejor Actriz y el Premio Nickelodeon Kids' Choice a la Actriz de Película Favorita.

### Análisis feminista
Las críticas feministas han argumentado a favor y en contra de si Bella debería considerarse una representación positiva de un personaje feminista, y Disney promueve afirmativamente al personaje como feminista desde 1991. Jezabel determinó que Bella "a menudo es considerada el estándar de la princesa 'feminista' de Disney". Según la autora de Tales, Then and Now: More Folktales as Literary Fictions for Young Adult, Anna E. Altmann, Disney promocionó fuertemente La Bella y la Bestia como "un cuento de hadas feminista" debido a la caracterización y el papel de Bella en la película. En su libro Escuchar una película, ver un sermón: predicación y películas populares, el autor Timothy B. Cargal estuvo de acuerdo en que el personaje indicaba "los continuos esfuerzos de Disney por remodelar a sus heroínas para una era más feminista". Según la autora de Girl Culture: An Encyclopedia, Claudia Mitchell, el feminismo de Bella fue influenciado por el feminismo de la tercera ola y el concepto relativamente nuevo de Girl power durante la década de 1990. En general, los críticos han sido mixtos en sus análisis de Bella, discutiendo sobre si el personaje es de hecho "suficientemente feminista". Aunque La Bella y la Bestia fue inicialmente elogiada en su lanzamiento por protagonizar una heroína "feminista y con visión de futuro", los críticos tienden a estar de acuerdo en que, a pesar de la independencia de Bella y el resentimiento hacia Gastón, La Bella y la Bestia sigue siendo esencialmente un romance sobre un chica que finalmente "conoce a su hombre ideal". Reconociendo que Bella "representó un cambio significativo con respecto a [sus] dulces predecesores que empuñaban un trapeador ", la autora de Crepúsculo e Historia, Nancy Reagin, observó que "el resultado final de la realización a través del matrimonio se ha mantenido". Kathleen Maher de The Austin Chronicle citó a Bella como un ejemplo de "pseudofeminismo" porque rechaza a un hombre, Gaston, en favor de otro, un príncipe. Si bien elogió a Bella por "ver más allá de la apariencia de la bestia", Judith Welikala de The Independent finalmente acusó al personaje de "volver a fundirse en el papel de esposa cuando vuelve a convertirse en un apuesto príncipe". El autor de Fairy Tale, Andrew Teverson, se refirió a Bella como el intento de Disney de abordar la "crítica feminista de su representación de las mujeres en películas anteriores", pero finalmente criticó el interés del personaje por "extenderse sólo al romance", acusándola además de siendo "un celoso individualista con una hostilidad patológica hacia los hombres y mujeres comunes". Mientras tanto, Stylist clasificó a Bella entre los personajes más feministas de Disney, describiéndola como una mujer "increíblemente inteligente" que "no tolera a un hombre que la considera sólo un trozo de carne... quiere a alguien que la ame por ella". mente también." Reconociendo los "anhelos feministas" del personaje, Daniel Eigen, autor de America's Film Legacy: The Authoritative Guide to the Landmark Movies in the National Film Registry, citó a Bella como el "correctivo moderno de Blancanieves" de Disney. Más allá de la adaptación: ensayos sobre transformaciones radicales de obras originales La autora Phyllis Frus escribió que, inicialmente, La Bella y la Bestia no parece "ni remotamente feminista". Sin embargo, el autor reconoció a Bella como "un personaje atractivo con una notable vena feminista", pero al final criticó a Disney's Consumer Products por revertir lo que la película casi había logrado al incluir al personaje en la franquicia de las Princesas de Disney. En el "Clasificación definitiva de las princesas de Disney como modelos feministas" de Refinery29, la autora Vanessa Golembewski clasificó al personaje en octavo lugar, pero describió su personalidad y ambiciones como "confusas". Tara Aquino ' de Complex, describió a Bella como "una especie de feminista... culta, autosuficiente y con estándares lo suficientemente altos como para no enamorarse del chico bonito con muerte cerebral de la ciudad".
Los comentaristas generalmente han reaccionado de manera más cínica hacia la relación de Bella con los personajes masculinos de la película, particularmente la Bestia, cuestionando su moralidad. Faith Dickens, que escribía para la Universidad de Florida Central, consideró que después de la presentación de Bella, el personaje se convierte en poco más que "un vehículo para explorar los dilemas de la Bestia", mientras que su anhelo inicial por la aventura es reemplazado por el romance. Dickens continuó criticando el hecho de que, si bien Bella parece ser "perfecta tal como es", la Bestia "necesita ser reformada". A Anna E. Altmann, autora de Tales, Then and Now: More Folktales as Literary Fictions for Young Adult, no le gustó el hecho de que Bella parezca compartir una relación maternal tanto con la Bestia como con Maurice. Altman también criticó el hecho de que el interés de Bella por la lectura parece limitarse a los cuentos de hadas, y en última instancia descartó al personaje como poco más que "una versión norteamericana luchadora de" la heroína de Beaumont. El escritor de Orange Coast, Henry A. Giroux, consideró que Bella sirve como poco más que "un apoyo para resolver los problemas de la Bestia". Sonia Saraiya de Nerve clasificó a Bella como la sexta princesa de Disney más feminista y escribió que, a diferencia de Ariel, "el descaro de Bella no proviene de la rebelión adolescente, sino más bien de la agudeza intelectual". Saraiya elogió a Bella por resistirse a "las expectativas de su pueblo sobre cómo debería ser su vida", y le dio crédito por ser "la primera princesa que expresó cierto escepticismo sobre la vida matrimonial". Si bien calificó el sacrificio de Bella de "valiente", el autor también lo calificó de "no es un gran paso para la mujer ", y al final la acusó de enamorarse "de un hombre dominante". De manera similar, Kit Steinkellner de HelloGiggles.com expresó su preocupación por las "corrientes subyacentes abusivas que atraviesan la relación de Bella y Bestia". Mientras tanto, Mary Grace Garis de Bustle también elogió las aspiraciones y el amor por la lectura de Bella, pero criticó su relación con la Bestia y concluyó: "Aunque los años 90 mostraron un movimiento hacia las princesas que querían romper con las convenciones y liberarse de sus padres (o el misógino de la ciudad) el final sigue siendo el mismo, explicando: "Cuando termina la película, todavía están sólidamente con un hombre, sus sueños de aventuras abandonados. Por lo tanto, el renacimiento de Disney se caracteriza más por la falta teórica de aventuras que por una búsqueda genuina."

## Impacto y legado
Considerada una "iconoclasta" por Boxoffice Pro, Bella se ha establecido como un ícono cultural por su papel en La Bella y la Bestia. Según Time y Harper's Bazaar, el personaje tiene la distinción de ser la primera princesa feminista de Disney. Los comentaristas creen que la reputación del personaje como uno de los primeros personajes femeninos fuertes de Disney es responsable de cambiar la forma en que se representaría a las mujeres en películas animadas posteriores. Según Kevin Fallon de The Daily Beast, antes de Bella "ser una princesa de Disney significaba cantar canciones sobre lo mucho que te encanta peinarte con un tenedor y regalar tu voz si eso significaba casarte con el chico con esa mandíbula cincelada de ensueño." Charles Solomon de Los Angeles Times considera que Bella está entre las cuatro princesas de Disney responsables de romper "los lazos de las convenciones". Lindsay Lowe, de The Atlantic, se hizo eco del sentimiento de Nusair, citando a Bella como el personaje responsable de poner fin a la "historia de... heroínas dóciles" de Disney. Cathy Schmidt de The Daily Campus reconoció a Bella y Ariel como "los inicios de las princesas de Disney más modernas". Limara Salt, que escribe para Virgin Media, cree que el personaje "demostró que el público puede enamorarse de un intelectual de pelo castaño". Una encuesta realizada por Disney después del estreno de la película determinó que el amor de Bella por los libros inspiró a las mujeres jóvenes a leer. Justin Humphreys de The Hook expresó: "Bella sigue siendo una princesa de gran éxito porque la gente puede identificarse" con ella. Elina Bolokhova de Parenting cree que "la valentía y la independencia de Bella ayudaron a redefinir el significado de una princesa de Disney".
Bella es el quinto miembro de la franquicia Disney Princess, y uno de sus personajes más populares y célebres. Según Tyler B. Searle de Collider, quien clasificó al personaje como el segundo mejor protagonista del Renacimiento de Disney, a menudo se considera que Bella es "una de las mejores princesas de Disney, si no la mejor". Según Justine McGrath de Teen Vogue, Bella se ha "convertido en una de las princesas clásicas de Disney más populares de todos los tiempos". Según una encuesta de 2020 realizada por PlayLikeMum, según informó Marie Claire, Bella fue votada como la princesa de Disney más popular en nueve países. Al elogiar su inteligencia y humildad, el personaje ocupó el puesto número uno en E! ranking de las Princesas de Disney, mientras que Cosmopolitan ocupó el cuarto lugar. En el "Ranking definitivo de princesas de Disney" de la revista, Seventeen clasificó a Bella en quinto lugar. De manera similar, BuzzFeed también clasificó al personaje en quinto lugar, elogiando su amor por la lectura. Una encuesta de lectores realizada por BuzzFeed también determinó que Bella es la princesa de Disney más popular, habiendo obtenido el 18% de los votos. Una encuesta similar realizada por ComingSoon.net también clasificó a Bella como la mejor princesa de Disney, con el 17% de los votos. Bella es la quinta princesa de Disney más exitosa en términos de ingresos de taquilla, y La Bella y la Bestia ha recaudado más de 350 millones de dólares. Sin embargo, Bella fue la princesa de Disney que menos vendió en eBay en 2013, con ventas de menos de $7,000 a pesar de que a menudo se la cita como una de las favoritas de los clientes.
Bella es considerada una de las heroínas y princesas animadas más queridas de Disney. En 2023, The AV Club clasificó a Bella como el décimo personaje animado de Disney más grande de todos los tiempos. Chhavi Puri de Pinkvilla informó que Bella "a menudo es considerada como uno de los mejores personajes femeninos de Disney". Los lectores de Business Insider votaron a Bella como el decimoquinto personaje cinematográfico femenino más emblemático de todos los tiempos. En 2016, Scott Huver de People dijo que la "popularidad del personaje sigue siendo una fuerza a tener en cuenta" más de 25 años después del estreno de la película. Bella fue la única heroína animada nominada para el ranking de héroes cinematográficos más grandes del American Film Institute, de los cuales sólo ocho personajes femeninos fueron incluidos en la lista final. CNN clasificó a Bella como una de las mayores heroínas de Disney. Según el Daily Mirror, Bella es el segundo personaje más emblemático de Disney, sólo detrás de Mickey y Minnie Mouse, y la describe como un "retrato de valentía, que nos enseña a mirar más allá de las apariencias y defender lo que creemos". Mientras tanto, PopMatters clasificó al segundo mejor héroe de Bella Disney. Considerado tanto un símbolo sexual como un ícono de la moda, el personaje ocupó el puesto 64 en la lista de UGO de los personajes de dibujos animados femeninos más atractivos, mientras que ocupó el puesto 14 en la lista de las "25 mujeres de dibujos animados más atractivas de todas" de Complex. Tiempo". ¡MI! clasificó a Bella como la segunda princesa de Disney mejor vestida, coronándola como "la más alta costura de todas las princesas de Disney". El vestido dorado de Bella es considerado uno de los vestidos más famosos de la historia del cine. Bella apareció dos veces en la lista de Stylist de los "Mejores looks de Bellaza de Disney", ambas por los peinados del personaje. En 2022, Entertainment Weekly clasificó el cabello de Bella en el séptimo lugar de la revista "Princesas Disney: clasificación de sus peinados y lo que no deben hacer".
Bella ayudó a establecer a Woolverton como una guionista prolífica, que desde entonces ha sido elogiada por su dedicación a la creación de personajes femeninos fuertes. Desde Bella, la mayoría de los personajes femeninos de Woolverton han sido mujeres testarudas e independientes, a saber, Nala de El rey león (1994), Mulan de Mulan (1998), Alicia de Alicia en el país de las maravillas (2010) y Maléfica de Maléfica (2014).. Susan Wloszczyna de IndieWire escribió que Bella de Woolverton "estableció un nuevo estándar para heroínas de cuentos de hadas completamente desarrolladas", a su vez allanando el camino para Katniss Everdeen de la serie Los juegos del hambre y Anna y Elsa de Frozen (2013).. Woolverton sigue siendo protector con Bella, y explica: "[ella] era mi primogénita, por lo que hay un poco de posesividad, que realmente tuve que dejar pasar". En La Bella y la Bestia, Bella interpreta el número de apertura de la película, "Bella ", que fue nominada al Premio de la Academia a la Mejor Canción Original en la 64.ª edición de los Premios de la Academia en 1992. En 1998, O'Hara fue nominada a un premio Annie por logros destacados por actuación de voz en una producción cinematográfica por retomar su papel de Bella en la segunda de las tres secuelas directas a vídeo de La Bella y la Bestia, Bella's Magical World. Para conmemorar su trabajo en La Bella y la Bestia y varias contribuciones a Disney, O'Hara fue honrada con un premio Disney Legends el 19 de agosto de 2011. Disney contrató a la actriz española Penélope Cruz para que posara como Bella en la serie Disney Dream Portrait de la fotógrafa Annie Leibovitz.